# Anne Hollinghurst
Anne Elizabeth Hollinghurst (* 1964) ist eine britische anglikanische Geistliche. Seit 2015 amtiert sie als Bischöfin von Aston in der Diözese Birmingham der Church of England.

## Leben
Hollinghurst studierte anglikanische Theologie am Trinity College in Bristol, an der University of Bristol und an der Hughes Hall in Cambridge. 1996 wurde sie zur Diakonin und 1997 zur Priesterin geweiht. Von 2010 bis 2015 war sie Vikarin der St Peter’s Church in St Albans. Am 29. September 2015 wurde Hollinghurst in der St Paul’s Cathedral von Justin Welby zur Bischöfin geweiht. Sie ist Suffraganbischöfin von Aston in der Diözese Birmingham.
Hollinghurst ist mit dem anglikanischen Priester Steve Hollinghurst verheiratet.